# Jancsó András (katolikus pap)
Jancsó András (Garamkeszi, 1756. november 29. – Óbars, 1824. augusztus 3.) katolikus lelkész az esztergomi főegyházmegyében.

## Élete
A teológia ötéves tanfolyamát a budapesti egyetemi papnevelőben 1784-ben fejezte be. Káplán volt Szentmiklóson, 1787-ben adminisztrátor Fenyőkosztolányban, 1789-ben Nagyszombatba vonult vissza. 1792-ben Köpösdön és Üzbégben, 1795-ben Galántán, 1796-ban Vágszerdahelyen működött, 1799-től Ardanócon volt káplán. 1803-ban visszatért Nagysurányba, 1806. április 8-tól adminisztrátor Nyitrapásztón, 1809. január 1-jén káplán lett Pereszlényben, 1810-ben Nagyjácon, 1812-ben Nagymányán, 1814-ben mint nyugdíjas Nagyszombatba vonult. 1816. január 14-től rövid ideig mint helyettes káplán működött Felsőszőlősön, ahonnét már február 13-án visszatért Nagyszombatba.

## Kéziratos műve
- Vom Ursprunge und fortgange des löblichen und ehrwürdigen Instituts-Mariä, oder der sogenannten Engländischen Fräulein, besonders von dem Leben der Stifterin desselben Instituts, der Hochwürdigsten maria von Ward. Nach der Ausgabe des Herrn Johann von Unterberg Weltpriesters, neu und vermehrt herausgegeben von A. J. ... 1798. (Ivrét 60 lap. A budapesti egyetemi könyvtár kéziratai közt. Két részben; megjelenéséről Szinnyeinek nincs tudomása.)